# Портрет Иллариона Васильевича Васильчикова
«Портрет Иллариона Васильевича Васильчикова» — картина Джорджа Доу и его мастерской из Военной галереи Зимнего дворца.
Картина представляет собой погрудный портрет генерал-майора князя Иллариона Васильевича Васильчикова из состава Военной галереи Зимнего дворца.
Во время Отечественной войны 1812 года Васильчиков был генерал-майором, шефом Ахтырского гусарского полка и командовал бригадой в 4-м резервном кавалерийском корпусе, отличился в сражении при Мире, в Бородинском бою командовал 12-й пехотной дивизией, был ранен и за отличие произведён в генерал-лейтенанты. В Заграничных походах был почти во всех важнейших сражениях, особо отличившись в Битве народов под Лейпцигом, где командовал всей кавалерией корпуса Ф. В. Остен-Сакена и под Бриенн-ле-Шато.
Изображён в генеральском доломане Ахтырского гусарского полка образца 1813 года, через который переброшена лента ордена Св. Александра Невского, поверх ленты надета лядуночная перевязь; на плечо наброшен ментик. На шее кресты ордена Св. Георгия 3-го класса и ордена Св. Владимира 2-й степени, под ними крест прусского ордена Красного орла 2-й степени и польского ордена Св. Станислава 3-й степени. На ментике серебряная медаль «В память Отечественной войны 1812 года» на Андреевской ленте, крест австрийского Военного ордена Марии-Терезии 3-й степени, звёзды орденов Св. Александра Невского, Св. Владимира 2-й степени и Св. Георгия 2-го класса. Подпись на раме: Л. В. Васильчиковъ 1й, Генералъ Лейтенантъ.
7 августа 1820 года Комитетом Главного штаба по аттестации, занимавшимся отбором генералов для галереи, Васильчиков был включён в список «генералов, служба которых не подлежит до рассмотрения Комитета». Фактически решение о написании портрета было принято ранее этой даты, поскольку аванс Доу был выплачен уже 17 декабря 1819 года. Оставшуюся часть гонорара Доу получил 4 апреля 1824 года. Готовый портрет был принят в Эрмитаж 7 сентября 1825 года. Портрет следует датировать периодом между июнем 1819 года (когда Доу приехал в Россию) и октябрём 1821 года (на портрете отсутствует орден Св. Владимира 1-й степени, которым Васильчиков был награждён 12 октября 1821 года) .
В собрании Большого Гатчинского дворца имеется авторское повторение этого портрета с подписью художника и датой: Geo. Dawe R. A. pinxit 1821 (холст, масло; 70 × 60 см; инвентарный № ГДМ-99-III)
С галерейного портрета по заказу петербургского книготорговца С. Флорана была снята гравюра Г. Доу в технике меццо-тинто, датированная 1 января 1823 года, один из сохранившихся отпечатков имеется в собрании Государственного Эрмитажа (бумага, меццо-тинто; 60,5 × 47,5 см; инвентарный № ЭРГ-293).
Также в собрании Эрмитажа имеется рисунок Луи де Сент-Обена, атрибутированный как изображение И. В. Васильчикова (бумага, чёрный мел; 47 × 37 см; инвентарный № ЭРР-6141), этот рисунок композиционно крайне близок к портрету из Военной галереи его брата Дмитрия Васильевича и обнаруживает с ним гораздо больше внешнего сходства, чем с Илларионом Васильевичем.
Существует старинная копия с галерейного портрета работы неизвестного художника, датируемая второй четвертью XIX века. Эта копия находится в собрании Екатеринбургского музея изобразительных искусств (холст, масло; 70 × 61 см; инвентарный № Ж-37). В собрании Государственного исторического музея есть миниатюра, приписываемая Джорджу Доу, с копией галерейного портрета; она датируется 1820-ми годами (картон, масло; 8,5 × 7 см; инвентарный № И V 957).

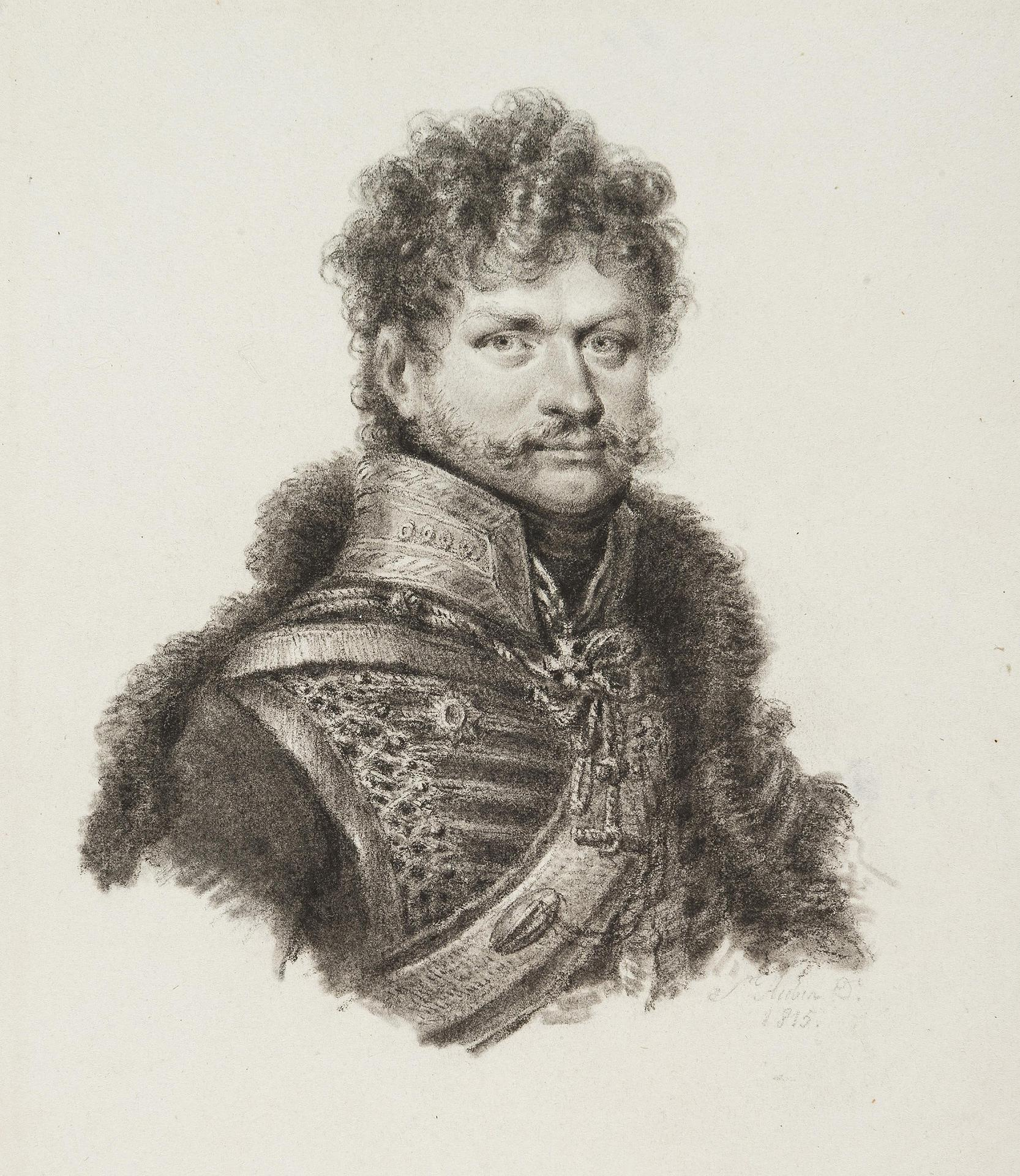
Портрет И. В. Васильчикова работы Сент-Обена
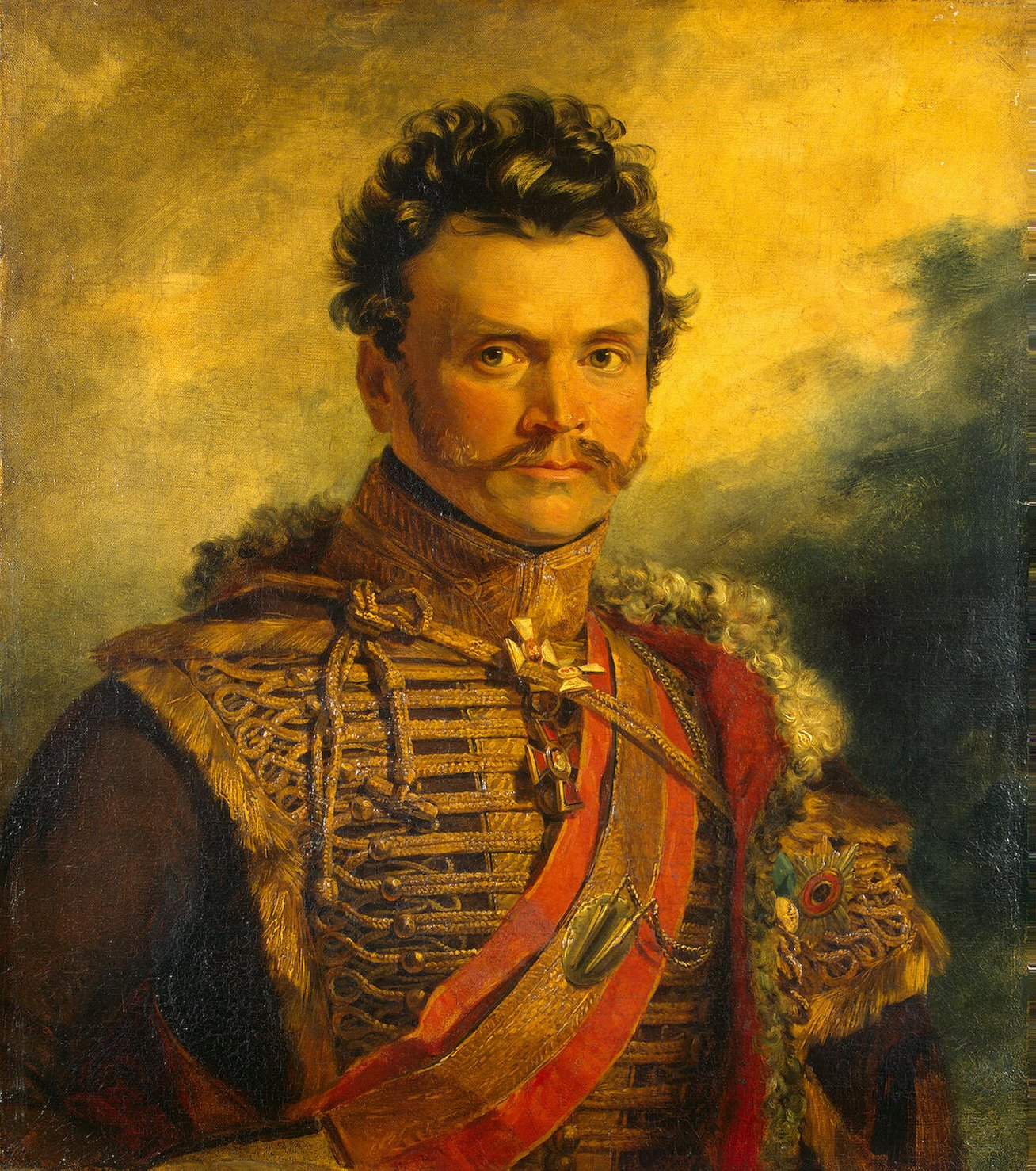
Портрет Д. В. Васильчикова из Военной галереи
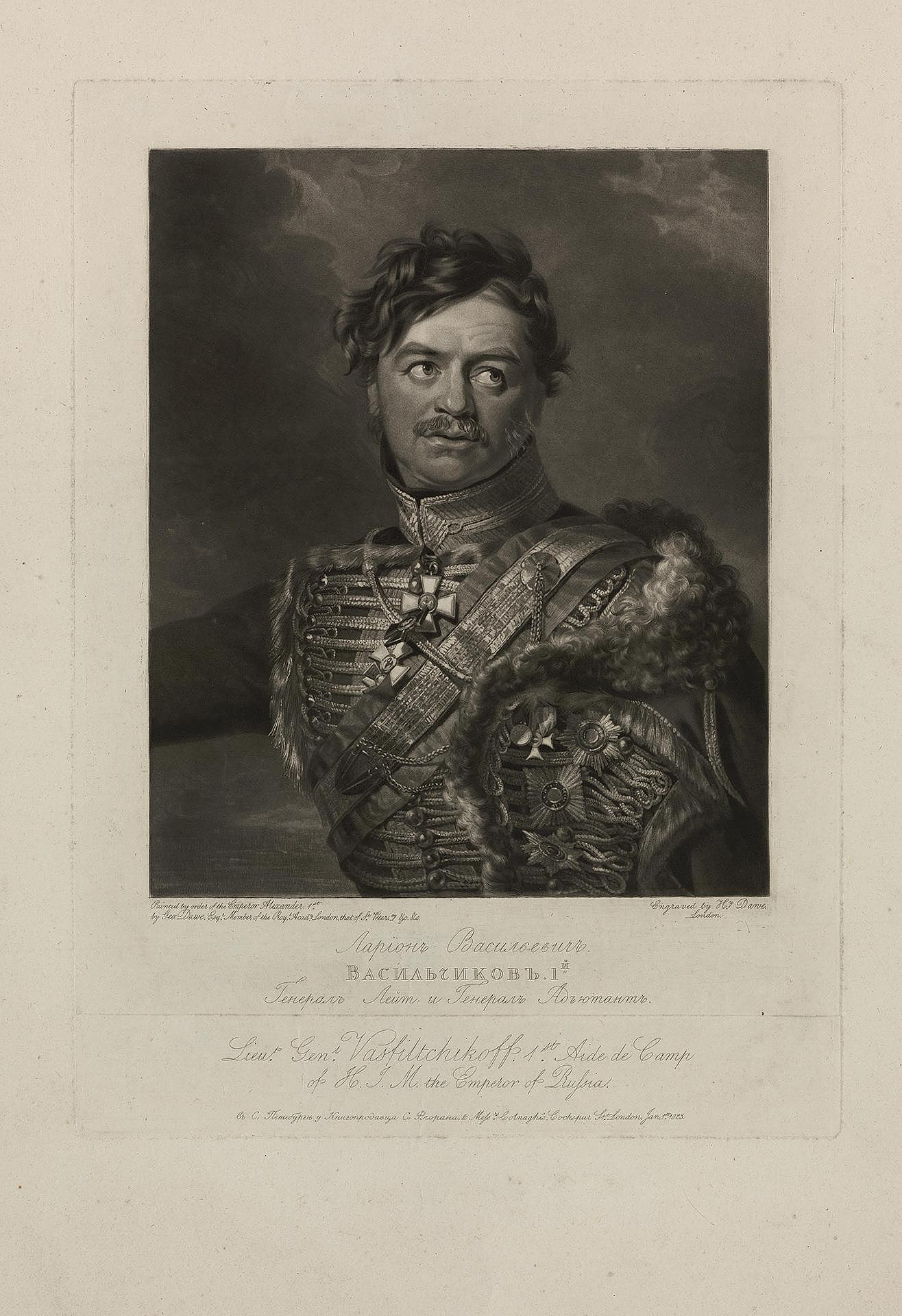
Гравюра Г. Доу
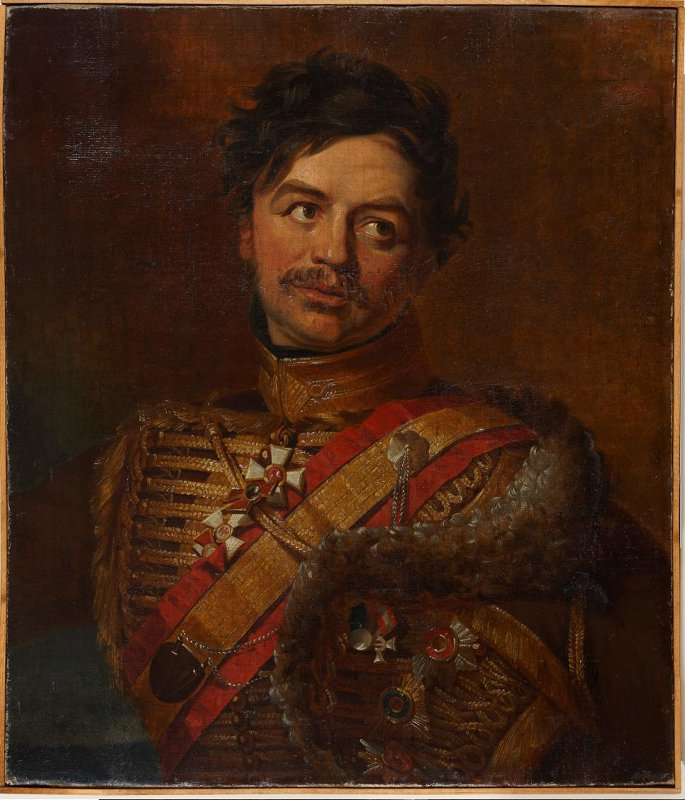
Копия портрета из Екатеринбурга

А. А. Подмазо в своей книге о Военной галерее приводит репродукцию портрета И. В. Васильчикова работы Е. И. Ботмана из собрания Государственного Эрмитажа (холст, масло, 140 × 102 см, инвентарный № ЭРЖ-204) с утверждением, что он является копией оригинала Ф. Крюгера; хранитель русской живописи в Эрмитаже Ю. Ю. Гудыменко считает высокой вероятность того, что этот портрет может быть копией с Крюгера, но отмечает, что прямых доказательств этому нет. Визуально этот портрет не имеет ничего общего с портретом из Военной галереи и Подмазо никаким образом не объясняет, как он может быть связан с работой Доу.